# Dictyotrypeta syssema
Dictyotrypeta syssema är en tvåvingeart som beskrevs av Friedrich Georg Hendel 1914. Dictyotrypeta syssema ingår i släktet Dictyotrypeta och familjen borrflugor. Inga underarter finns listade i Catalogue of Life.